# گورکووو (استان دوبریچ)
گورکووو (به بلغاری: Gurkovo) یک منطقهٔ مسکونی در بلغارستان است که در شهرستان بالچیک واقع شده‌است.